# Boa Esperança (Paraná)
Boa Esperança é um município brasileiro do estado do Paraná, localizando-se na Região de Goioerê. Sua população, estimada em 2007, era de 4.736 habitantes. Tem como prato típico a "Vaca Atolada", festa realizada todo último domingo do mês de Julho.
Possui uma área de 311,225 km².